# Човек
Човек или хомо сапијенс (лат. Homo sapiens — „мудар човек”, првенствено подврста Homo sapiens sapiens), живо биће које има високо развијен мозак способан за мисаоно размишљање, говор, решавање проблема, самопосматрање и сл. Данашњи човек развио се пре око 200.000 година на простору Африке. Људско становништво је у 2022. години премашило број од 8 милијарди. Човек је мисаоно биће (може закључивати, цртати, размишљати), друштвено биће (живи у друштву), духовно биће (разликује добро од зла) и природно биће (део је живе природе). Сви људи заједно називају се човечанство или људски род.
Савремени људи су једини преостали чланови хомининског клада, гране великих човеколиких мајмуна карактерисаних усправним држањем и бипедалном локомоцијом, спретношћу руку и знатном употребом оруђа, и општем тренду ка већим, сложенијим мозговима и друштвима. Рани хоминиди, као што су аустралопитецини чији мозгови и анатомија су у многим погледима сличнији нечовеколиким мајмунима, се ређе сматрају и називају „људским” него хоминидима из генуса Homo. Неки од каснијих који су користили ватру, су заузимали већи део Евроазије, и од њих је постао анатомски модеран Homo sapiens у Африци пре око 250.000 година. Постоје докази да су они почели да испољавају бихевиорални модернитет пре око 50.000 година, и да су мигрирали у узастопним таласима да би заузели све сем најмањих, најсувљих, и најхладнијих предела. У задњих 100 година, та тежња је даље проширена у облику трајно насељених база у Антарктику, нафтних платформи, и орбитовања Земље. Ширење људи и њихових великих и растућих становништва је имало дубок утицај на велике области животне средине и милионе природних врста широм света. Предности које обухватају тај еволуциони успех обухватају њихов релативно велики мозак са посебно добро развијеним неокортексом, префронталним кортексом и темпоралним режњевима, који омогућавају високе нивое мисаоног размишљања, језика, решавања проблема, друштвености, и културе путем друштвеног учења. Људи користе алате у далеко већој мери од било које друге врсте, и једина су постојећа врста која рукује ватром и кува своју храну, као што су и једина постојећа врста која се облачи и креира и користи бројне друге технологије и уметности.
Људи су јединствено прилагођени коришћењу система симболичне комуникације, као што је језик и уметност за самоизражавање, размену идеја, и организацију. Људи праве сложене друштвене структуре састављене од многих сарађујућих и конкурентских група, од породица и мрежа сродстава до држава. Друштвени односи између људи су успоставиле јако широку разноврсност вредности, друштвених норми, и ритуала, који заједно чине базу људског друштва. Људска жеља да схвати и утиче на животну средину, и да објасни и манипулише појавама, је била темељ за развој науке, филозофије, митологије и религије. Научним истраживањем људи се бави антропологија.
Људи су почели да се баве седентарном пољопривредом пре око 12.000 година, припитомљавајући биљке и животиње, чиме су омогућили развој цивилизација. Људи су накнадно успоставили разне видове влада, религија, и култура широм света, уједињујући се унутар региона, што је довело до развоја држава и царстава. Брз напредак научног и медицинског разумевања у 19. и 20. веку је довео до развоја технологија на бази погонских горива и побољшања здравља, узрокујући експоненцијални раст људске популације. До 2014. светско људско становништво је по процени било око 7,2 милијарди.

## Животни циклус

### Пренатални развој
Да би настало ново људско биће потребан је полни однос између мушкарца и жене, а у новије време могућ је настанак и путем вантелесне оплодње. До зачећа долази спајањем сперматозоида и јајне ћелије у телу мајке. Настаје оплођено јаје које има 46 хромозома (23 од оца и 23 од мајке). Прва људска ћелија садржи сложен генетски нацрт сваке појединости попут пола, висине, боје коже итд. На ДНК-а записане су све потребне генетске информације за даљи развој. Њих има, толико колико би стало података у пет сетова Енциклопедије Британике. Много података записано је у јако минијатурном облику. Када би се на једно место сакупили сви генетски подаци с ДНК-а 5 милијарди људи, били би величине само две таблете. Постепеним развојем од прве ћелије настаје ембрион, а након три месеца прераста у људски плод или фетус.

### Од рођења до старости
Жена рађа дете након обично девет месеци трудноће, мада је могуће и превремено рађање у седмом или осмом месецу, међутим то је раздобље ризично за дететов живот јер му нису још потпуно развијени дисајни органи. Дететова плућа се развијају у 8. месецу трудноће, па ако се дете тад роди обично дође до компликација, док ако се роди у 7. месецу дете иде у инкубатор и плућа се развијају без шока и прекида.
Због спонтаног или намерног побачаја трудноћа се може прекинути. Рађање је поступак зависан од величине детета и његове способности прилагођавања на породни канал за време спуштања, те о снази и правилности трудова, о отпору карлице и меких ткива дна карлице. Новорођенче је обично тешко 3-4 килограма и високо 50-60 центиметара.
Након прве године живота, новорођенче прелази у раздобље детињства. Рано детињство траје до 6. године живота, средње дјетињство до 9. године живота, а касно детињство до 12. године живота. Детињство је време почетка школовања.
За време пубертета долази до телесног, полног, психичког и других облика сазревања. Код девојчица догађа се прва менструација и овулација. Развијају се полни органи код оба пола. Адолесценција је раздобље након пубертета, током којег долази до даљњег развоја личности, осамостаљивања и сазревања. Раст тела углавном траје до 30. године, а полна зрелост досеже се од 12. до 15. године живота (пубертет).
У зрелом раздобљу живота, човек се остварује на пословном и породичном плану. Здрав и добро ухрањен човек у просеку доживи 70-80 година. Доказано је да максимални животни век износи 120 година. Смрт је престанак биолошких функција. Висина већине одраслих људи износи између 150 и 200 центиметара, а маса између 50 и 90 килограма. Једна од врло битних особина човека је усправан ход.

## Биологија
Већина аспеката људске физиологије је блиско хомологна одговарајућим аспектима животињске физиологије. Људско тело се састоји од ногу, трупа, руку, врата, и главе. Одрасло људско тело се састоји од 100 милијарди(1014) ћелија. Најчешће дефинисани телесни системи код људи су нервни, кардиоваскуларни, циркулаторни, дигестивни, ендокрини, имунски, покровни, лимфни, мускулоскелетални, репродуктивни, дисајни, и уринарни систем.
Људи, попут већине других човеколиких мајмуна, немају спољне репове, имају неколико система крвних типова, имају одвојене палчеве, и сексуално су диморфни. Релативно мале анатомске разлике између људи и шимпанзи су резултат људског бипедализма. Последично људи су спорији на краћим растојањима, али су међу најбољим тркачима на дуге стазе у животињском царству. Људска тања телесна длака и продуктивније знојне жлезде помажу у избегавању топлотног удара при трчању на дуге стазе.
Последица бипедализма је да људске жене имају уже порођајне канале. Конструкција људске карлице и прстију ногу се разликује од других примата. Негативни аспекат тих предности данашње људске карлице је да је порођај тежи и опаснији него код већине других сисара, посебно имајући у виду већу главу људских беба у поређењу са другим приматима. То значи да се људске бебе морају окренути при пролазу кроз порођајни канал, до чега не долази код других примата, и то чини људе једином врстом чијим женкама је неопходна помоћ при порођају ради смањивања ризика. Делимично еволуционо решење је да се људски фетуси рађају мање развијени и да су рањивији. Бебе шимпанзи су умно развијеније од људских до узраста од шест месеци, кад брз развој синапси људског мозга превазилази шимпанзе. Још једна разлика између жена и женки шимпанзи је да жене пролазе кроз менопаузу и постају неплодне деценијама пре краја њиховог живота. Све друге врсте човеколиких мајмуна могу да рађају до краја живота. Менопауза се вероватно развила јер је пружала еволуциону предност (дуже време бриге) за младе сроднике.

### Анатомија
Људско тело састоји се од глава, удова и трупа. Они се састоје од органа и различитих ткива. Допуњују се чинећи људски организам. Кости и мишићи (који помоћу антагонистичког стезања и опуштања покрећу кости) човеку омогућују кретање. Главни део човековог костура чине кичма, која повезује кости удова, главе и трупа.
Људи се међусобно разликују по телесном изгледу и карактерним особинама.

### Физиологија
| Елементи у људском телу код особе масе 60 |      |                |
| Елемент                                   | маса | Постотак атома |
| Кисеоник                                  | 38.8 | 25.5%          |
| Угљеник                                   | 10.9 | 9.5%           |
| Водоник                                   | 6.0 kg | 63.0%          |
| Азот                                      | 1.9 kg | 1.4%           |
| Остали                                    | 2.4 kg | 0.6%           |

Физиологија је наука о механичким, физичким и биохемијским функцијама људи. Физиологија се фокусира на органе и ткива. Посматра тело као групу система с међусобном интеракцијом, сваки с властитом комбинацијом функција и сврхом. Физиологија човека блиска је физиологији животиња па је много спознаја добијено експериментима на животињама. Анатомија и физиологија уско су повезана подручја: анатомија, истражује облике, а физиологија проучава функције, уче се заједно као део медицинског наставног плана. Многе физиолошке променљиве (као ниво глукозе у крви, телесна температура, pH крви итд.) морају се одржавати у уским границама како би се одржало здравље. Превладавајућа тема физиологије је хомеостаза, одржавање стабилног унутрашњег окружења упркос спољним променама. Првенствена функција многих органских система јест одржавање хомеостазе. На пример, мокраћни систем помаже управљању количином воде у организму као и одржавање pH вредности крви и различитих отпадних производа, а крвоток осигурава ткивима стално снабдевање кисеоником и храњивим материјама и уклања штетне продукте.
Проучавање промене физиолошких процеса у болести је патофизиологија.

## Физичке особине
Подаци за просечног човјека:
Човјек има пол, па је или жена или мушкарац. За настанак детета је потребан полни однос између жене и мушкарца. Жена рађа дете након девет месеци трудноће. Новорођенче је тешко 3-4 килограма и високо 50-60 центиметара. Човек расте до 18-21. године, а полну зрелост досеже око 12-15. године (пубертет). Здрав и добро прехрањен човек у просеку доживи 70-80 година. Одрастао човек је висок између 1,5 и 2 метра, а тежи између 50 и 90 килограма.

## Еволуцијски развој човека
Данас је прихваћена теорија еволуције, која каже да се човјек развио из примата.
Раширен је и поглед на његов развој креационизам, надринаучна-теолошка теорија по којој је човек створен са сврхом. Како се једна теорија бави начином, а друга узроком човјековог настанка оне се, на први поглед, нужно не искључују.
Људска врста настала је пре 3,5 милиона година у источној Африци. Модерни човек настао је пре 400.000 година. Данас на Земљи живи више од 8 милијарди људи. Научници су прорачуном добили податак да је на Земљи до сада укупно живело око 106 милијарди 400 милијуна људи (бројем 106.400.000.000).
Већина живи у Азији (61,3%). Затим следе обе Америке (Јужна Америка има 5,6%, а Северна 7,7% светског становништва), Африка (13%) и Европа (11,9%) и Океанија (0,5%). Чак 2,5 милијарди људи живи у градовима. Некад је људски животни простор зависио од воде, животиња и обрадиве земље. Због развоја трговине, данас људи живе практично по целој планети. Једини људима стално ненасељени континент је Антарктик.
Човек прикупља информације кроз пет чула:
- вид
- слух
- мирис
- додир
- укус

Општа група Уједињених нација прогласила је 1948. године Општу декларацију о правима човека, а 1989. године Конвенцију о правима детета.

## Биолошки аспект
Биолошки, човек се класификује као врста Homo sapiens (на латинском, „мудри човек” или „мислећи човек”), из рода Homo (на латинском, „човек”); Homo sapiens је двоноги примат из натпородице великих човеколиких мајмуна, у коју спадају остали човеколики мајмуни: шимпанзе, гориле, орангутани и гибони. Од осталих примата их издвајају:
1. Y-обликоване главне бразде на површини кутњака,
2. безрепост, и

- положај раменог (лопатичног) појаса (леђни, а не бочни).[26][27]

Човек има усправно тело, које му ослобађа горње удове за баратање предметима, и веома развијени мозак, који је у стању да врши мишљење, говор, језик и самопосматрање. Чини се да се двоножно кретање еволуцијски развило пре енцефализације, тј. развоја великог мозга. Истраживање о пореклу двоногог хода и његове улоге у еволуцији људског мозга је још увијек у току.
- Дивергенција ДНК секвенци човека и осталих хоминида  (%)

| Показатељ                         | Човек — Шимпанза | Човек — Горила | Човек — Орангутан |
| елементи                          | 2                | –              | –                 |
| Некодирајуће секвенце хромозома Y | 1.68 ± 0.19      | 2.33 ± 0.2     | 5.63 ± 0.35       |
| Аутозомни псеудогени              | 1.64 ± 0.10      | 1.87 ± 0.11    | –                 |
| Pseudogeni хромозома X            | 1.47 ± 0.17      | –              | –                 |
| Аутозомне некодирајуће секвенце   | 1.24 ± 0.07      | 1.62 ± 0.08    | 3.08 ± 0.11       |
| Гени Кs                           | 1.11             | 1.48           | 2.98              |
| Интрони                           | 0.93 ± 0.08      | 1.23 ± 0.09    | —                 |
|                                   | 0.92 ± 0.10      | 1.42 ± 0.12    | 3.00 ± 0.18       |
| Субтотал X хромозома              | 1.16 ± 0.07      | 1.47 ± 0.08    | —                 |
| Гени Кa                           | 0.8              | 0.93           | 1.96              |

## Социолошки аспект
Социолошки, човек је суштински друштвено биће, као и већина примата. Људска бића стварају сложене друштвене структуре које сачињавају сарадничке (кооперативне) или такмичарске (компетитивне) групе. У ове спадају групе у распону од народа и државе па све до породице.

## Духовни, верски и културни аспект
Духовно, верски и културно, људска бића стварају и обогаћују своје унутрашње и спољне светове путем трагања за разумевањем, употребом и манипулисањем науке и технологије, религије и митологије, обичаја и ритуала, естетских и друштвених вредности и норми - једном речју, духовних и културних активности.

## Наука

### Хуманистичке науке
Хуманистичке науке су оне науке којима је предмет човек. То су:
- Психологија - проучава човеков психички свет
- Социологија - проучава човека у склопу заједнице и заједницу као вид људске организације
- Антропологија - проучава човјека у најширем могућем контексту
- Лингвистика - проучава људску вербалну комуникацију

### Природне науке
Неким природним наукама такође је предмет човек:
- Медицина - проучава човеково здравље, и лечи га
- Анатомија - проучава човеково тело (обично се проучава у склопу медицине)
- Физика
- Психологија

## Галерија
- Људи у различитим стадијима живота
- Девојчица пре пубертета
- Одрасла жена, Панџабкиња
- Старија жена
- Адолесцент, Киргиз
- Одрасли мушкарац, Pataxó домородац
- Старији мушкарац, Таџик
- Естонка
- Ањуак, Етиопија
- Фиџијац